# Критическая динамика
Критическая динамика — раздел теории критического поведения и статистической физики, описывающий динамические свойства физической системы в или вблизи критической точки. Является продолжением и обобщением критической статики, позволяя описывать величины и характеристики системы, которые нельзя выразить лишь через одновременны́е равновесные функции распределения. Такими величинами являются, например, коэффициенты переноса, скорости релаксации, разновременны́е корреляционные функции, функции отклика на зависящие от времени возмущения.
Как и вся статистическая физика, критическая динамика имеет дело с огромным или даже бесконечным количеством степеней свободы. Развитию таких систем во времени присущи различные стохастические (случайные) процессы: тепловое движение и соударение молекул в газовой системе, переориентация спинов решётки в твёрдом теле, возникновение и взаимодействие турбулентных вихрей в потоке жидкости. Постановка и решение подобных задач проводится с использованием формализма квантовой теории поля, создававшейся изначально для нужд физики высоких энергий и элементарных частиц. Стохастичность процессов моделируется путём введение в динамические уравнения дополнительного случайного члена — «шума» с известным (обычно Гауссовым) распределением.

## Постановка задач стохастической динамики
Обозначив за {\displaystyle x} совокупность пространственных координат и индексов системы, за {\displaystyle \phi (x)} весь набор полей в системе, можем записать стандартную постановку задачи стохастической динамики.
```

  

    

      

        

          
∂

          

            
t

          

        

        
ϕ

        
(

        
x

        
)

        
=

        
U

        
(

        
x

        
;

        
ϕ

        
)

        
+

        
η

        
(

        
x

        
)

        
,

        
 

        
 

        
 

        
<

        

          

            

              
η

              
^

            

          

        

        
(

        
x

        
)

        

          

            

              
η

              
^

            

          

        

        
(

        

          
x

          
′

        

        
)

        
>=

        
D

        
(

        
x

        
,

        

          
x

          
′

        

        
)

      

    

    
{\displaystyle \partial _{t}\phi (x)=U(x;\phi )+\eta (x),\ \ \ <{\hat {\eta }}(x){\hat {\eta }}(x')>=D(x,x')}

  

```

U здесь — заданный t-локальный функционал, {\displaystyle \eta } — случайная внешняя сила, которая моделирует все быстро меняющиеся процессы в системе. Для неё предполагается Гауссово распределение с нулевым средним и заданным коррелятором D. Также выполняется условие запаздывания и некоторые граничные условия, которые обычно берут нулевыми при временах {\displaystyle t->-\infty }
Это — наиболее общий вид уравнения эволюции в задачах стохастической динамики. Разумеется, не при любом выборе функционала U и коррелятора D оно будет иметь простое решение.
Приведём ниже несколько примеров задач стохастической динамики.

### Броуновское движение
Запишем уравнения для Броуновского движения на языке стохастической динамики:
{\displaystyle \partial _{t}r_{i}(t)=\eta _{i}(t),\ \ \ <{\hat {\eta }}_{i}(t){\hat {\eta }}_{k}(t')>=2\alpha \delta _{ik}\delta (t-t')}
Здесь {\displaystyle \phi (x)\equiv r_{i}(t)}, U = 0, константа {\displaystyle \alpha } несёт смысл коэфф-та диффузии.

### Уравнение Навье-Стокса
Динамическое уравнение Навье-Стокса также можно сформулировать на этом языке. Критическими задачами для уравнения будут задача описания турбулентности, в том числе развитой турбулентности (для систем с большими значениями чисел Рейнольдса), построения функции распределения вихрей по волновому вектору (в Фурье-представлении поля скорости) и проверки феноменологической теории Колмогорова.
```

  

    

      

        

          
∂

          

            
t

          

        

        

          
ϕ

          

            
i

          

        

        
(

        
x

        
)

        
=

        
ν

        
Δ

        

          
ϕ

          

            
i

          

        

        
(

        
x

        
)

        
−

        

          
∂

          

            
i

          

        

        
P

        
−

        

          
ϕ

          

            
j

          

        

        

          
∂

          

            
j

          

        

        

          
ϕ

          

            
i

          

        

      

    

    
{\displaystyle \partial _{t}\phi _{i}(x)=\nu \Delta \phi _{i}(x)-\partial _{i}P-\phi _{j}\partial _{j}\phi _{i}}

  

```

```

  

    

      

        

          
∂

          

            
i

          

        

        

          
ϕ

          

            
i

          

        

        
=

        
0

        
 

        
 

      

    

    
{\displaystyle \partial _{i}\phi _{i}=0\ \ }

  

 (условие поперечности)
```

Здесь {\displaystyle \phi } — несжимаемое векторное поле скорости, {\displaystyle \nu } — кинематическая вязкость, p — давление.

## Задачи Ланжевеновского типа
В классе задач стохастической динамики традиционно выделяется более узкий класс задач критической динамики, в котором накладываются дополнительные условия на рассматриваемые поля и вид функционала U (t-локального функционала, стоящего в правой части динамического уравнения для полей). Во-первых, в качестве набора полей системы рассматривается набор полей, соответствующих т. н. мягким модам. Мягкой модой называют любую величину, крупномасштабные флуктуации которой медленно релаксируют, то есть в импульсном представлении скорость релаксации флуктуаций с заданным волновым вектором k стремится к нулю при {\displaystyle k->0}. Например, поле параметра порядка вблизи критической точки всегда само является мягкой модой. Во-вторых, функционал U будет являться вариационной производной от статического действия. Запишем соответствующую постановку задачи:
{\displaystyle \partial _{t}\phi _{a}=(\alpha _{ab}+\beta _{ab}){\frac {\delta S^{st}(\phi )}{\delta \phi _{b}}}+\eta _{a},\ \ \ <{\hat {\eta }}_{a}(x){\hat {\eta }}_{b}(x')>=2\alpha _{ab}\delta (x-x')}
{\displaystyle \alpha _{ab}} здесь называется коэффициентом Онсагера, {\displaystyle \beta {ab}} — межмодовой связью.
Для них выполняются следующие условия:
{\displaystyle \alpha _{ab}=\alpha _{ba}}, то есть коэффициент Онсагера симметричен (это можно легко понять из того, что коррелятор возмущений случайных сил симметричен по определению)
{\displaystyle \beta _{ab}=-\beta _{ba}}
Обоснование свойств межмодовой связи проводится с помощью уравнения Фоккера-Планка.
Таким образом, постановке той или иной задачи критической динамики соответствует задание набора описывающих систему полей, коэффициента Онсагера и межмодовой связи. Ниже приводится список наиболее широко распространённых и изученных моделей.

## Модели критической динамики
Следуя классической статье [Hohenberg, Halperin], приведём стандартный список моделей критической динамики. Все они соответствуют статической {\displaystyle O_{n}-\phi ^{4}}-модели для поля параметра порядка, действие в этих моделям будет приведено явно.
Статическим действием {\displaystyle O_{n}-\phi ^{4}}-модели для n-компонентного поля {\displaystyle \psi } является
```

  

    

      

        

          
S

          

            
s

            
t

          

        

        
(

        
ψ

        
)

        
=

        
−

        
(

        
∂

        
ψ

        

          
)

          

            
2

          

        

        

          
/

        

        
2

        
−

        
τ

        

          
ψ

          

            
2

          

        

        

          
/

        

        
2

        
−

        

          
v

          

            
1

          

        

        
(

        

          
ψ

          

            
2

          

        

        

          
)

          

            
2

          

        

        

          
/

        

        
24

      

    

    
{\displaystyle S^{st}(\psi )=-(\partial \psi )^{2}/2-\tau \psi ^{2}/2-v_{1}(\psi ^{2})^{2}/24}

  

```

### Модели A и B
A и B — релаксационные модели, то есть межмодовая связь (антисимметричная часть соответствующей матрицы) равняется нулю.
Модель A описывает анизотропный ферромагнетик с однокомпонентным несохраняющимся полем параметра порядка, за которое в физической системе рассматривается проекция намагниченности на одну из осей координат;
Модель B описывает одноосный ферромагнетик с однокомпонентным сохраняющимся полем параметра порядка, за которое в физической системе выступает проекция намагниченности на одну из осей координат.
Модель A:
```

  

    

      

        
ϕ

        
=

        
{

        
ψ

        
}

        
,

        

          
S

          

            
s

            
t

          

        

        
(

        
ψ

        
)

        
,

        

          
α

          

            
ψ

          

        

        
=

        

          
λ

          

            
ψ

          

        

      

    

    
{\displaystyle \phi =\{\psi \},S^{st}(\psi ),\alpha _{\psi }=\lambda _{\psi }}

  

,
```

где {\displaystyle \lambda _{a}\equiv const>0\ \ \forall a}
Модель B:
```

  

    

      

        
ϕ

        
=

        
{

        
ψ

        
}

        
,

        

          
S

          

            
s

            
t

          

        

        
(

        
ψ

        
)

        
,

        

          
α

          

            
ψ

          

        

        
=

        
−

        

          
λ

          

            
ψ

          

        

        
⋅

        

          
∂

          

            
2

          

        

      

    

    
{\displaystyle \phi =\{\psi \},S^{st}(\psi ),\alpha _{\psi }=-\lambda _{\psi }\cdot \partial ^{2}}

  

```

С точки зрения формальной постановки модели A и B отличаются, таким образом, лишь сохранением поля параметра порядка.

### Модели C и D
Модели C и D также являются чисто релаксационными. Они являются обобщениями моделей A и B на случай сохранения энергии; в них вводится дополнительное сохраняющееся скалярное поле {\displaystyle m(x)=<{\hat {E}}(x)>}, описывающее флуктуации температуры.
Модель C:
```

  

    

      

        
ϕ

        
=

        
{

        
ψ

        
,

        
m

        
}

      

    

    
{\displaystyle \phi =\{\psi ,m\}}

  

, где m -- добавочное сохраняющееся однокомпонентное поле
```

```

  

    

      

        

          
S

          

            
s

            
t

          

        

        
(

        
ϕ

        
)

        
=

        

          
S

          

            
s

            
t

          

        

        
(

        
ψ

        
)

        
−

        

          
m

          

            
2

          

        

        

          
/

        

        
2

        
−

        

          
v

          

            
2

          

        

        
m

        

          
ψ

          

            
2

          

        

        

          
/

        

        
2

      

    

    
{\displaystyle S^{st}(\phi )=S^{st}(\psi )-m^{2}/2-v_{2}m\psi ^{2}/2}

  

```

```

  

    

      

        

          
α

          

            
ψ

          

        

        
=

        

          
λ

          

            
ψ

          

        

        
;

        
 

        
 

        
 

        

          
α

          

            
m

          

        

        
=

        
−

        

          
λ

          

            
m

          

        

        
⋅

        

          
∂

          

            
2

          

        

      

    

    
{\displaystyle \alpha _{\psi }=\lambda _{\psi };\ \ \ \alpha _{m}=-\lambda _{m}\cdot \partial ^{2}}

  

```

Модель D:
```

  

    

      

        
ϕ

        
=

        
{

        
ψ

        
,

        
m

        
}

      

    

    
{\displaystyle \phi =\{\psi ,m\}}

  

, где m -- добавочное сохраняющееся однокомпонентное поле
```

```

  

    

      

        

          
S

          

            
s

            
t

          

        

        
(

        
ϕ

        
)

        
=

        

          
S

          

            
s

            
t

          

        

        
(

        
ψ

        
)

        
−

        

          
m

          

            
2

          

        

        

          
/

        

        
2

        
−

        

          
v

          

            
2

          

        

        
m

        

          
ψ

          

            
2

          

        

        

          
/

        

        
2

      

    

    
{\displaystyle S^{st}(\phi )=S^{st}(\psi )-m^{2}/2-v_{2}m\psi ^{2}/2}

  

```

```

  

    

      

        

          
α

          

            
ψ

          

        

        
=

        
−

        

          
λ

          

            
ψ

          

        

        
⋅

        

          
∂

          

            
2

          

        

        
;

        
 

        
 

        
 

        

          
α

          

            
m

          

        

        
=

        
−

        

          
λ

          

            
m

          

        

        
⋅

        

          
∂

          

            
2

          

        

      

    

    
{\displaystyle \alpha _{\psi }=-\lambda _{\psi }\cdot \partial ^{2};\ \ \ \alpha _{m}=-\lambda _{m}\cdot \partial ^{2}}

  

```

Вновь, с точки зрения формальной постановки модели C и D отличаются лишь сохранением поля параметра порядка.